# Коронационная медаль Георга V для полиции
Коронационная медаль Георга V для полиции — памятная медаль Великобритании, выпущенная в ознаменование коронации короля Великобритании Георга V и его супруги, королевы Марии, выпущенная специально для служащих полиции, дежурившим во время официальных коронационных мероприятий.

## История
22 июня 1911 года в Вестминстерском аббатстве Лондона прошла коронация короля Великобритании Георга V и его супруги, королевы Марии. В честь данного события были учреждены памятные медали: общая и специальная для полиции.
Медаль для полиции продолжила практику вручения специальных медалей служащим полиции, дежурившим во время крупных официальных королевских торжеств, таких как полицейские медали золотого и бриллиантового юбилеев королевы Виктории, коронационной медали короля Эдуарда VII, при этом вручение медалей было расширено за пределы Лондона.
Более того, на реверсе медали чеканилось конкретное наименование полицейской организации, к которой имел отношение награждаемый служащий. Всего было вручено 31 822 медалей, в том числе:
- Полиция метрополии - 19 783 медали;
- Полиция Шотландии - 2 800 медали;
- Бригада скорой помощи св. Иоанна - 2 755 медали;
- Городская и окружная полиция - 2 565 медали;
- Лондонская городская полиция - 1 400 медали;
- Бригада лондонской пожарной команды - 1 374 медали;
- Ирландские королевские констебли – 585 медалей;
- Бригада скорой помощи св. Андрея – 310 медалей;
- Служба скорой помощи полиции – 130 медалей;
- Охрана королевских парков – 120 медалей.

Награждённый мог получить только одну из медалей, либо специальную полицейскую, либо общую.

## Описание

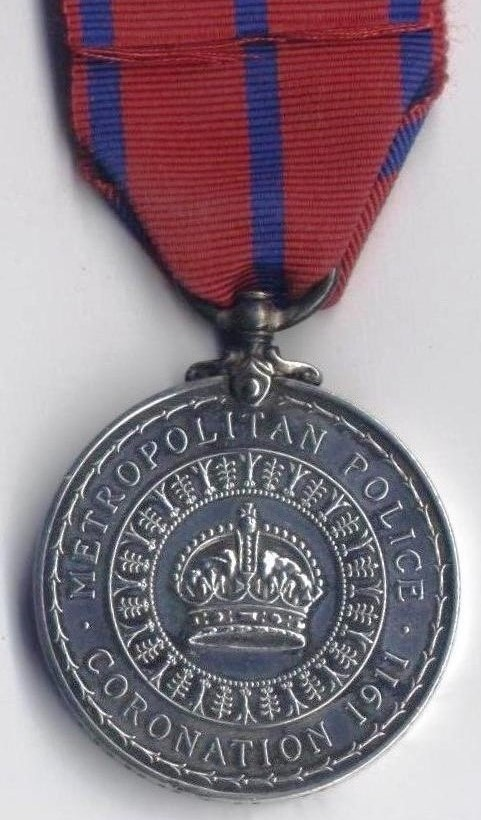
Реверс медали, вручаемой служащим полицейским метрополии

Серебряная медаль круглой формы 1,4 дюйма (36 мм.) в диаметре.
На аверсе погрудный профильный портрет короля Георга V, в короне, королевской мантии и частично-видимой цепи ордена Подвязки. Вокруг портрета легенда: «GEORGIVS V REX ET IND: IMP:»
Реверс — в центре королевская корона в окружении декорированного кольца, выше кольца наименование полицейского органа, ниже – надпись: «CORONATION 1911».
 Медаль при помощи кольца крепится к шёлковой муаровой ленте красного цвета с тремя узкими синими полосками.